# Archieparquía de Făgăraș y Alba Iulia
La archieparquía de Făgăraș y Alba Iulia (en latín: Archieparchia Fagarasiensis et Albae Iuliensis Romenorum y en rumano: Arhieparhia de Alba Iulia şi Făgăraş) es una circunscripción eclesiástica de la Iglesia católica en Rumania. Se trata de la sede metropolitana de la provincia eclesiástica greco-católica rumana de Făgăraș y Alba Iulia. La archieparquía tiene al archieparca mayor cardenal Lucian Mureșan como su ordinario desde el 4 de julio de 1994.
En el Anuario Pontificio la Santa Sede usa el nombre en latín: Făgăraș și Alba Iulia dei Romeni.

## Territorio y organización
La archieparquía extiende su jurisdicción sobre los fieles católicos de rito bizantino greco-católico rumano residentes en Transilvania, con excepción de la parte noroccidental y del distrito de Hunedoara en la Moldavia rumana.
La sede de la archieparquía se encuentra en la ciudad de Blaj, en donde se halla la Catedral de la Santa Trinidad (Catedrala Mitropolitană Greco-Catolică Sfânta Treime).
La archieparquía tiene como sufragáneas a las eparquías de: Cluj-Gherla, Oradea, Lugoj, Maramureș y San Basilio el Grande en Bucarest.
En 2019 en la archieparquía existían 581 parroquias.

## Historia
Luego de la ratificación de la unión con la sede de Roma de los ortodoxos de Transilvania (7 de mayo de 1700), el papa Inocencio XIII erigió el 18 de mayo de 1721 con la bula Rationi congruit una diócesis para los unidos de Transilvania con sede en Făgăraș.
En 1737 la sede fue transferida a Blaj conservando el nombre de Făgăraș. El 26 de noviembre de 1853 con la bula Ecclesiam Christi del papa Pío IX la diócesis fue elevada al rango de archieparquía metropolitana. El mismo día cedió una porción de su territorio para la erección de la eparquía de Lugoj mediante la bula Apostolicum ministerium.
El 19 de diciembre de 1853 cedió otra porción de su territorio para la erección de la eparquía de Gherla (hoy eparquía de Cluj-Gherla) mediante la bula Ad apostolicam sedem del papa Pío IX.
El 8 de junio de 1912 cedió las parroquias de lengua húngara para la erección de la eparquía de Hajdúdorog mediante la bula Christifideles graeci del papa Pío X.
El 5 de junio de 1930 cedió otra porción de su territorio para la erección de la eparquía de Maramureș mediante la bula Solemni Conventione del papa Pío XI.
El 9 de abril de 1934 incorporó 35 parroquias de la eparquía de Hajdúdorog mediante el decreto Apostolica sedes de la Congregación para las Iglesias Orientales, que a consecuencia del Tratado de Trianón pasaron a territorio de Rumania.
El 17 de diciembre de 2005 con la bula Ad totius Dominici, el papa Benedicto XVI concedió al archieparca la dignidad de archieparca mayor, por tanto la archieparquía de Făgăraș y Alba Iulia pasó a ser la sede propia del archieparca mayor de la Iglesia greco-católica rumana.
El 29 de mayo de 2014 cedió otra porción de su territorio para la erección de la eparquía de San Basilio el Grande en Bucarest por decreto del archieparca mayor Lucian Mureșan, después de haber consultado a la Sede Apostólica.

## Estadísticas
De acuerdo al Anuario Pontificio 2020 la archieparquía tenía a fines de 2019 un total de 201 000 fieles bautizados.
| Año                                                                             | Población            | Población | Población      | Sacerdotes | Sacerdotes    | Sacerdotes    | Bautizados por sacerdote | Diáconos permanentes | Religiosos | Religiosos | Parroquias |
| Año                                                                             | Bautizados católicos | Total     | % de católicos | Total      | Clero secular | Clero regular | Bautizados por sacerdote | Diáconos permanentes | Varones    | Mujeres    | Parroquias |
| ------------------------------------------------------------------------------- | -------------------- | --------- | -------------- | ---------- | ------------- | ------------- | ------------------------ | -------------------- | ---------- | ---------- | ---------- |
| 1948                                                                            | 412 486              | 17 000    | 2.4            | 655        | 647           | 8             | 629                      |                      |            | 173        | 606        |
| 1999                                                                            | 362 000              | ?         | ?              | 196        | 189           | 7             | 1846                     | 1                    | 10         | 130        | 624        |
| 2000                                                                            | 360 000              | ?         | ?              | 205        | 197           | 8             | 1756                     | 1                    | 11         | 157        | 175        |
| 2001                                                                            | 360 000              | ?         | ?              | 217        | 210           | 7             | 1658                     | 2                    | 12         | 164        | 624        |
| 2002                                                                            | 360 000              | ?         | ?              | 231        | 222           | 9             | 1558                     | 2                    | 13         | 170        | 184        |
| 2003                                                                            | 358 000              | ?         | ?              | 226        | 219           | 7             | 1584                     |                      | 10         | 170        | 184        |
| 2004                                                                            | 350 000              | ?         | ?              | 220        | 215           | 5             | 1590                     |                      | 7          | 155        | 189        |
| 2006                                                                            | 367 000              | ?         | ?              | 212        | 212           |               | 1731                     |                      | 6          | 160        | 624        |
| 2009                                                                            | 289 000              | ?         | ?              | 216        | 211           | 5             | 1337                     |                      | 6          | 158        | 624        |
| 2013                                                                            | 216 000              | ?         | ?              | 212        | 208           | 4             | 1018                     |                      | 4          | 168        | 624        |
| 2016                                                                            | 202 000              | ?         | ?              | 195        | 192           | 3             | 1035                     |                      | 5          | 168        | 581        |
| 2019                                                                            | 201 000              |           |                | 213        | 210           | 3             | 943                      |                      | 5          | 168        | 581        |
| Fuente: Catholic-Hierarchy, que a su vez toma los datos del Anuario Pontificio. |                      |           |                |            |               |               |                          |                      |            |            |            |

## Episcopologio

### Eparcas
- Ioannes Nemes de Pataky, O.S.B.M. † (15 de junio de 1721-29 de octubre de 1727 falleció)
  - Sede vacante (1727-1730)
- Ioan Inocențiu Micu-Klein, O.S.B.M. † (11 de noviembre de 1730-7 de mayo de 1751 renunció)
- Petru Pavel Aron, O.S.B.M. † (28 de febrero de 1752-27 de enero de 1764 falleció)
- Atanasie Rednic, O.S.B.M. † (22 de abril de 1765-2 de mayo de 1772 falleció)
- Grigore Maior, O.S.B.M. † (8 de marzo de 1773-22 de septiembre de 1783 renunció)
- Ioan Babb † (15 de diciembre de 1783-2 de octubre de 1830 falleció)
  - Sede vacante (1830-1833)
- Ioan Lemeni † (15 de abril de 1833-marzo de 1850 renunció)

### Archieparcas
- Alexandru Șterca Șuluțiu † (17 de febrero de 1851-7 de septiembre de 1867 falleció)
- Ioan Vancea † (21 de diciembre de 1868-31 de  julio de 1892 falleció) 
  - Sede vacante (1892-1895)
- Victor Mihaly de Apșa † (18 de marzo de 1895-21 de enero de 1918 falleció)
- Vasile Suciu † (9 de agosto de 1919-25 de enero de 1935 falleció)
- Alexandru Nicolescu † (29 de agosto de 1936-5 de junio de 1941 falleció)
  - Sede vacante (1941-1990)[14]
- Alexandru Todea † (14 de marzo de 1990-4 de julio de 1994 retirado)
- Lucian Mureșan (desde el 4 de julio de 1994-17 de diciembre de 2005)

### Archieparcas mayores
- Lucian Mureșan, desde el 17 de diciembre de 2005